# Ljerka Mikić
Ljerka Mikić (Kostrč, 25. rujna 1967. godine) je hrvatska i bosanskohercegovačka pjesnikinja.

## Životopis
Završila je srednju školu za poljoprivredno-strojarskog tehničara.
Djela su joj prevedena na njemački jezik. Članica je Društva hrvatskih književnika Herceg Bosne.

## Djela
- „Molitva”, poezija (1998.)
- „Cvjetovi vjere”, poezija (2006.)
- „Graditelji sreće”, poezija (2008.)
- „Otvaranje kruga”, poezija (2013.)
- „Gospodine, ostani s nama”, zbirka meditativnih tekstova (2017.)
- „Zvjezdani vrtovi”, zbirka meditativnih crtica (2018.)
- „Pjesma tišine”, poezija (2022.)
- „U korijenima”, zbirka sonetnih vijenaca (2023.)

### Mrežna sjedišta
- Mikić, Ljerka. Društvo hrvatskih književnika Herceg-Bosne. Pristupljeno 8. veljače 2025.